# Подержанные автомобили
«Подержанные автомобили» (англ. Used Cars) — американская комедия 1980 года.

## Сюжет
Продавец подержанных автомобилей Руди Руссо собирается стать сенатором штата, и у него все шансы добиться политической карьеры — он умеет так врать, продавая автомобили, что нет никаких сомнений, что законопроекты он будет продвигать с не меньшим успехом. Но одна беда, за место в сенате ему надо заплатить кругленькую сумму, которую ему обещает дать его начальник при условии, что его дело будет существовать. К великому сожалению Руди, хозяин умирает от сердечного приступа, а брат хозяина, являющийся прямым конкурентом, давно мечтает завладеть его делом. Что делать Руди? Он втайне хоронит хозяина, а всем заявляет, что тот уехал в Майами. Развязав себе руки, он разворачивает огромную аферу с рекламой на телевидении, которую успешно заваливает брат хозяина. И всё бы провалилось, если бы не появилась прямая наследница — дочь хозяина, в которую влюбляется Руди. Но узнав, что натворил Руди, она его увольняет, а сама тут же попадает в ловушку своего дяди, который обвиняет её в лжерекламе, по сюжету которой у неё есть «миля автомобилей на продажу». Неунывающий Руди решает проблему, перегнав на стоянку 250 подержанных автомобилей за три часа.

## В ролях
- Курт Расселл — Рудольф (Руди) Руссо
- Джек Уорден — Рой Фукс / Люк Фукс
- Геррит Грехем — Джефф
- Фрэнк Макрей[англ.] — Джим
- Дебора Хармон[англ.] — Барбара Джейн Фукс